# Terri Welles
Terri Welles (nacida Terri Knepper; 21 de noviembre de 1956) es una actriz y modelo estadounidense. Fue portada Playboy del número de mayo de 1980, llevando un traje de azafata para ilustrar sus páginas centrales (Welles era azafata de United Airlines en ese momento). Ese mismo año también aparecía en las páginas centrales del número de diciembre y fue nombrada Playmate del Año 1981. Las fotografías fueron realizadas por Richard Fegley. El personaje de "Bobo Weller" de la película Star 80 está inspirado en ella.

## Carrera
En 1981 tuvo un papel secundario de Lisa, en la película de suspenso Looker (Ojos Asesinos), dirigida por Michael Crichton. También participó en roles secundarios en The Firm (1993), en la que interpretó a una compañera de baile de Gene Hackman; y en Ballistic (1995) como Mrs. Windgate.
En 1997, Welles comenzó un negocio en línea vendiendo fotografías suyas. En su página web, se describía a sí misma como una exmodelo Playboy y Playmate del Año. Playboy Enterprises, que estaba comenzando su negocio en línea en ese momento, demandó a Wells en 1998 reclamando que tenía el derecho exclusivo a usar su marca registrada Playboy y "Playmate del Año" por propósitos comerciales. El resultado de la demanda, Playboy Enterprises, Inc. v. Welles, fue que virtualmente todos los usos de los términos de Wells fueron considerados usos nominativos, y no infringían los derechos de Playboy.
Welles cerró su página web el 31 de octubre de 2006, con el anuncio de que "había sido un paseo divertido".

## Vida personal
Welles nació en Santa Mónica, California. Welles se casó con el jugador de hockey sobre hielo de la Liga Nacional de Hockey, Charlie Simmer en 1981; se divorciaron en 1986.
Está considerada en la lista de exnovias del empresario y editor de revistas Hugh Hefner, de quien manifestó darle pena: "Es un hombre que lo ha tenido todo, y que muchos otros hombres envidian, y aún así nunca es suficiente".